# أحمد عبد ربه العواضي
أحمد عبد ربه العواضي  (1925 - 1972)، عسكري وسياسي يمني ، ولد في قرية البديع في مديرية نعمان بمحافظة البيضاء عام 1925، كان يشغل منصب محافظ محافظة تعز  ، قتل في مارس 1973 في سجن بالعاصمة صنعاء حيث تمرد فيه وقتل عدد من الجنود ، قصفت القوات الحكومية بنايات السجن بقذائف الدبابات والمدفعية واحدة تلو الأخرى حتى تحولت لركام وقتل فيها العواضي وحوالي 30 شخصاً من أفراد قبيلته الذين اقتحموا السجن ، وكان ذلك أثناء رئاسة القاضي عبد الرحمن الإرياني للجمهورية العربية اليمنية .

## حادثة مقتله
مرت سيارة مسرعة منقطة حزيز على طريق تعز جنوب العاصمة صنعاء، بجانب سيارة العواضي متسببة في قذفه بزخة من الحجارة أدت إلى تهشيم الزجاج الأمامي لسيارته، وإصيب المحافظ فوق عينيه، سارع حراسه بفتح نيران أسلحتهم الرشاشة مجبرين السيارة الأخرى على التوقف.
خرج سائق السيارة منها فصوب أحد مرافقي الشيخ العواضي بندقيته نحوه وأرداه قتيلا، وأفرغ ما تبقى في ذخيرة في سلاحه ، في السيارة متسببا في قتل وإصابة أربعة آخرين.
كان من بين من قتلوهم مرافقي العواضي، ضابط في سلاح المدرعات برتبة رائد ، تحركت قوة كبيرة من سلاح المدرعات إلى منزل العواضي في صنعاء في محاولة لإلقاء القبض عليه، تحصن العواضي مع مرافقيه داخل المنزل، ولم يقبل بالخروج إلا بعد وساطه قبلية من كبار المشائخ ، ووافق العواضي على التوجه إلى قلعة عسكرية في شرق العاصمة صنعاء .
ولم يكن الشيخ العواضي هو من أطلق النار انما اثنين من مرافقيه الذين كان عددهم سته أشخاص وقد كان هناك أطراف في صنعاء تتربص بالإقاع بالعواضي حيث تم إقصاء وتصفية التيار الذي يمثله العواضي في حكومة مابعد ثورة 26 سبتمبر 1962م 
خرجت مسيرات احتجاجية في صنعاء شارك فيها طلاب رفعوا شعارات وصاحوا بهتافات ضد المشائخ، كما رفعوا المصاحف مطالبين بإعدام ابن الشيخ سنان ابولحوم الذي قتل مواطناً في الحديدة مطالبين بتطبيق الشريعة الإسلامية .
في تطور لاحق مفاجئ ومدهش تمكن العواضي في نفس اليوم من التغلب على حراس المعتقل وقتل عدد من الجنود، وتحصن داخل المعتقل، وإنضم إليه اثنين من مرافقيه الذين كانوا معه في السجن التالع لقصر السلاح بصنعاء وحركت الحكومة الدبابات والعربات المصفحة، وقوة من سلاح المشاة، وبدأت بشكل منظم ومكثف قصف البنايات متعددة الأدوار التي يتحصن فيها العواضي ومجموعته وحولت المباني داخل القلعة إلى ركام.

### اعلان مقتله من الحكومة
في 2 مارس 1973 أكدت حكومة الجمهورية العربية اليمنية رسمياً مقتل العواضي. وأعلنت تعيين محافظاً جديداً لتعز لا ينتمي للتيار القبلي، وقال بيان رسمي حكومي، في 2 مارس 1973 ، إن تبادل إطلاق النار بين العواضي والقوات المحاصرة له، أدى إلى مقتله مع عدد غير محدد من أتباعه. وقالت الحكومة إن خسائرها لم تتجاوز مقتل جنديين أثناء تحرير العواضي لنفسه من معتقله، إضافة إلى أربعة آخرين أثناء الحصار، وجرح عشرة جنود أثناء تبادل إطلاق النار .

## أعماله الأدبية
كان أحمد عبد ربه العواضي شاعراً، إلى جانب ميوله العسكري. ونظم عدة قصائد غنائية باللهجه البدوية والصنعانية وأداها الفنان أحمد السنيدار، ومن أشهر قصائده المغناة:
| القصيدة                     | الملحن | المغني        |
| --------------------------- | ------ | ------------- |
| لا صاحب فرق صاحبه           |        | أحمد السنيدار |
| حن قلبي والوتر جاء بالأغاني |        | أحمد السنيدار |
| يا ظالم الحب                |        | أحمد السنيدار |
| طاب السمر                   |        | أحمد السنيدار |
| يا غصن صنعاء اليمن          |        | أحمد السنيدار |
| لا تشلوني                   |        | أحمد السنيدار |
| هو حب الشعب                 |        | أحمد السنيدار |

## مناصب تولاها
- تعيّن وزيرًا لشئون القبائل عام 1963م .
- تعيّن مستشاراً للرئيس عبد الله السلال عام 1964م .
- تعيّن محافظاً للواء صعدة عام 1969م .[ملاحظة 1]
- تعيّن محافظاً للواء تعز عام 1971م .